# Chiriș, Cluj
Chiriș este un sat în comuna Geaca din județul Cluj, Transilvania, România.

## Imagini

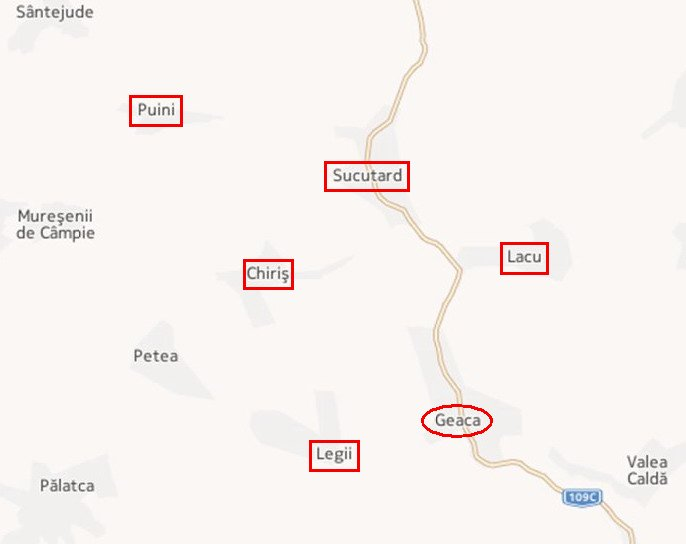
Comuna Geaca și satele componente
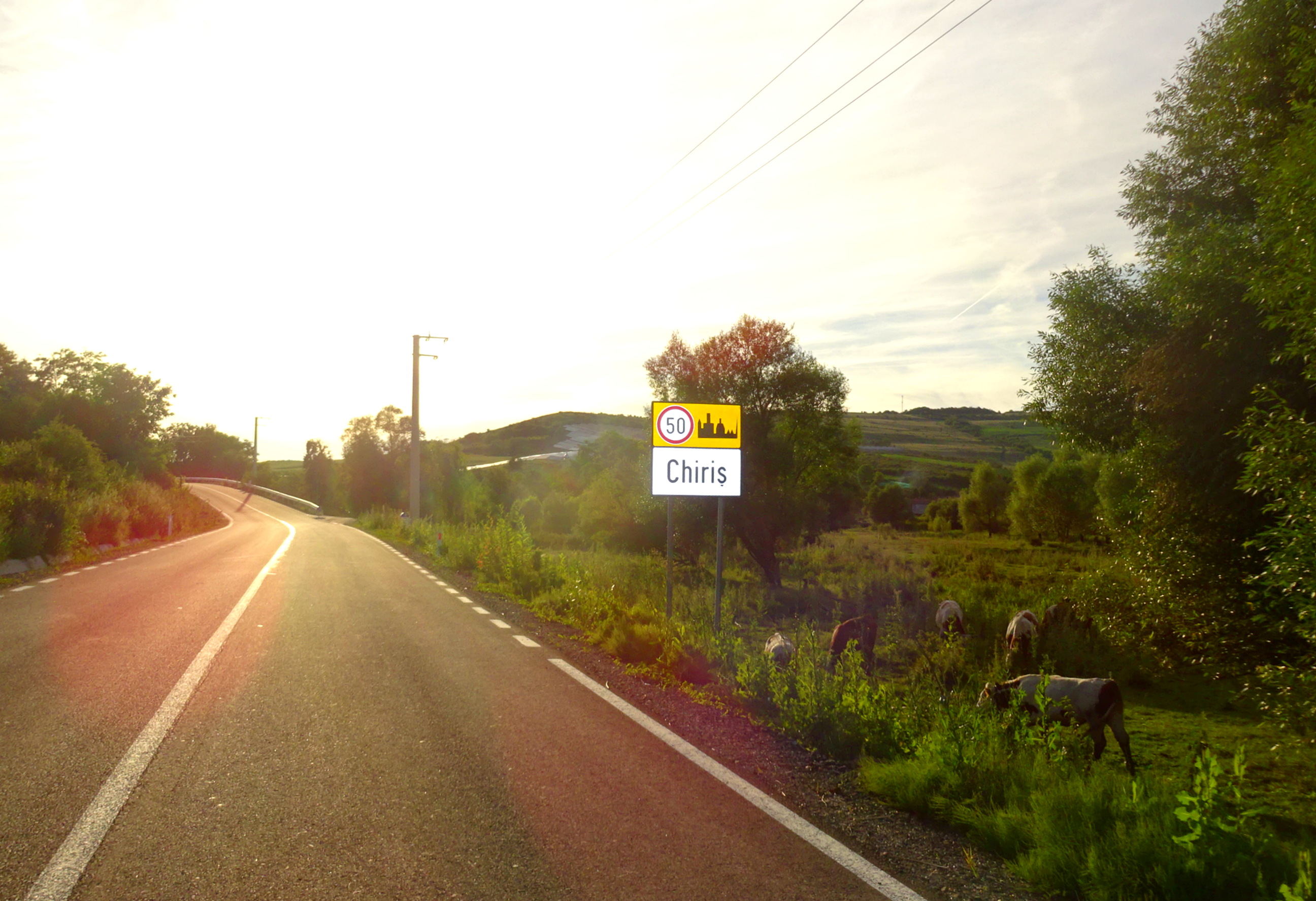
Intrarea în localitate
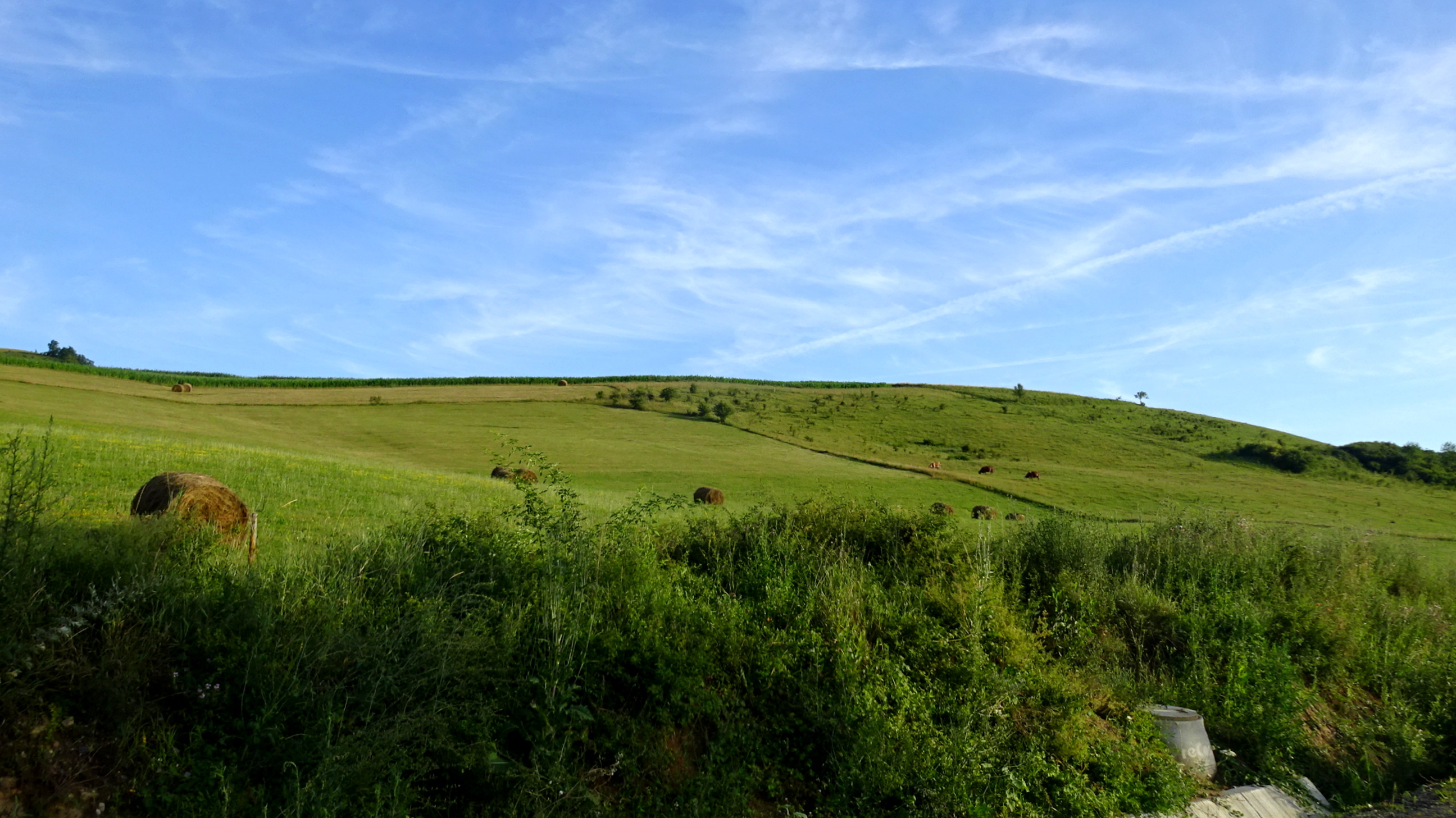
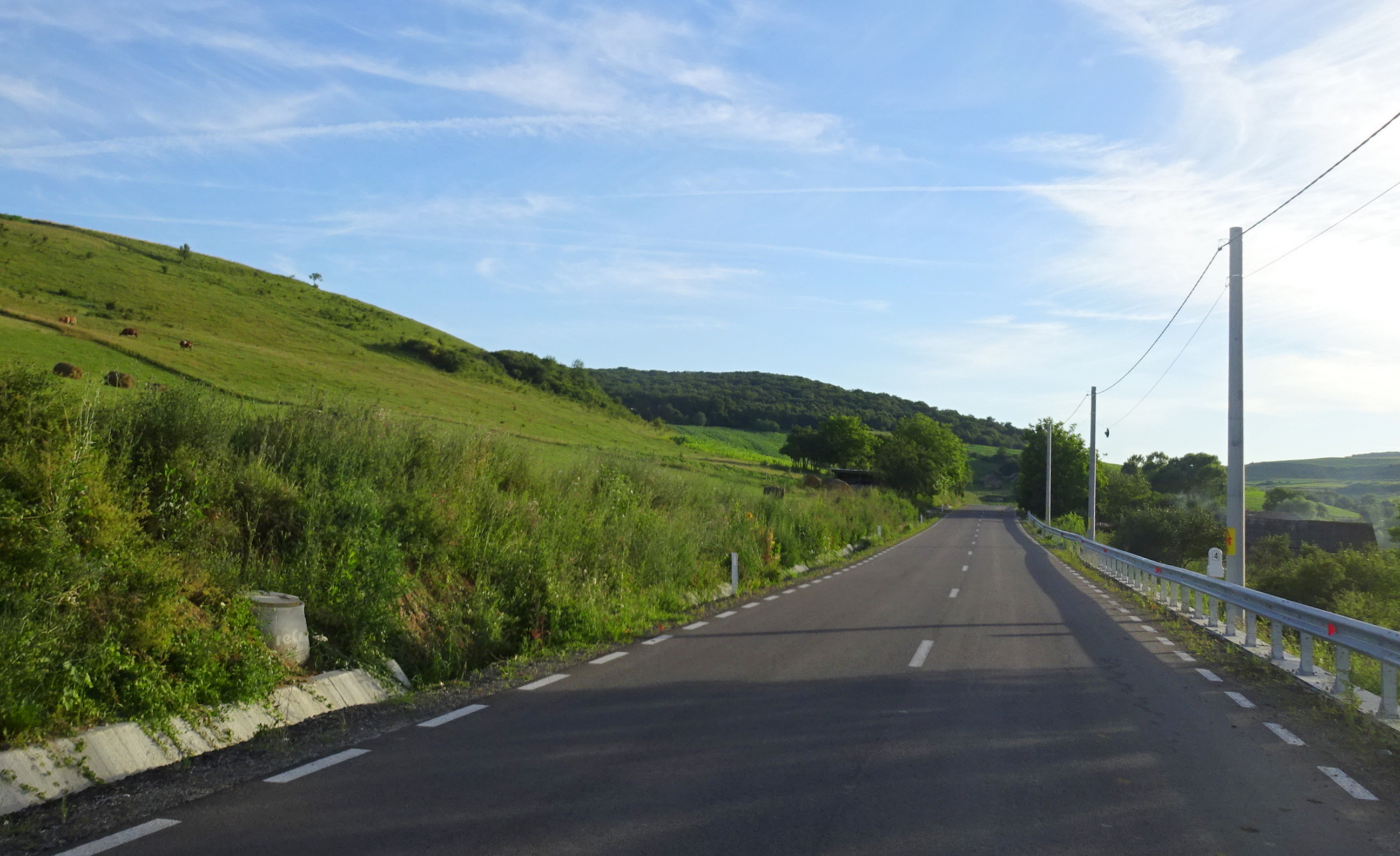
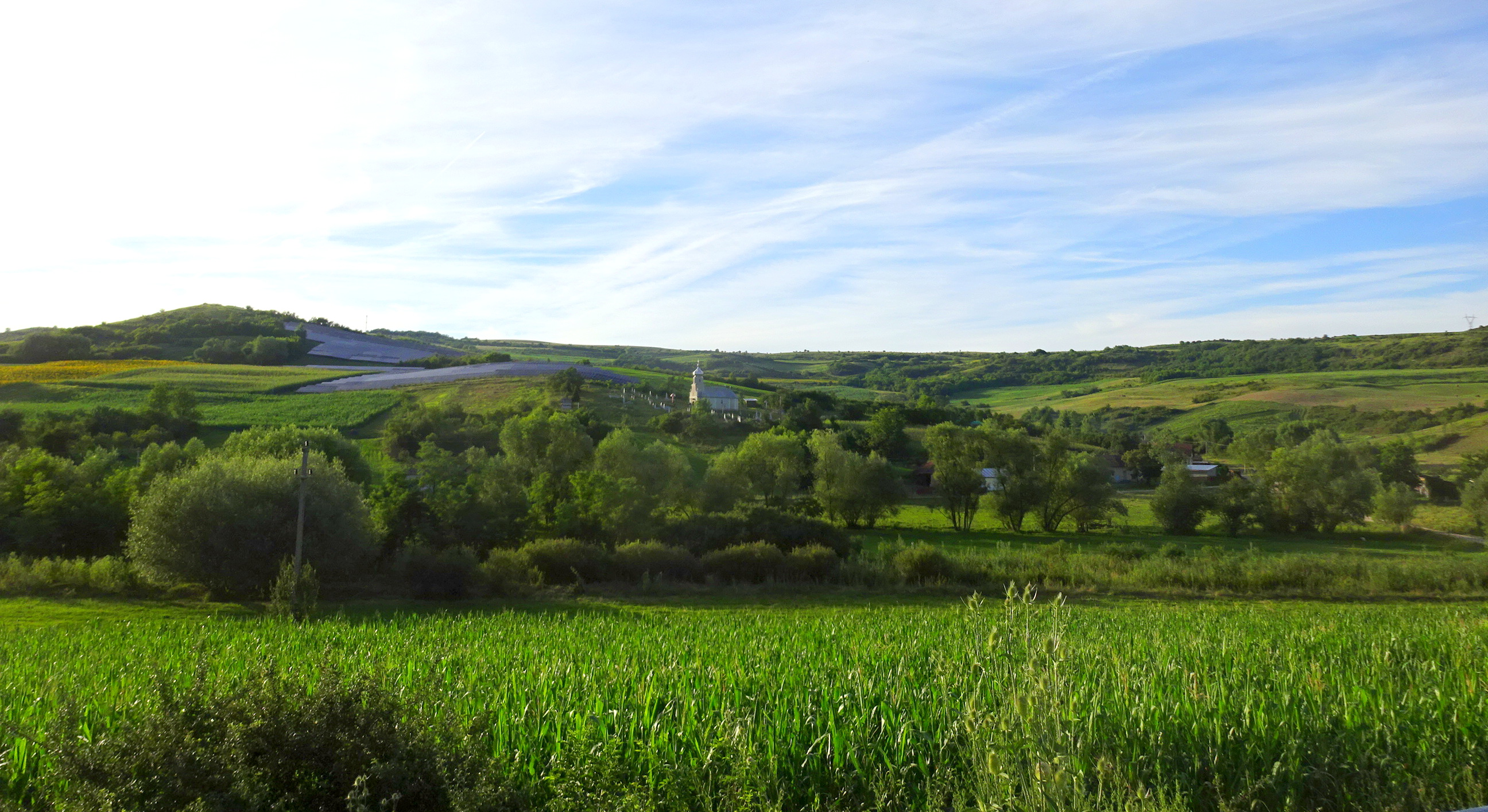
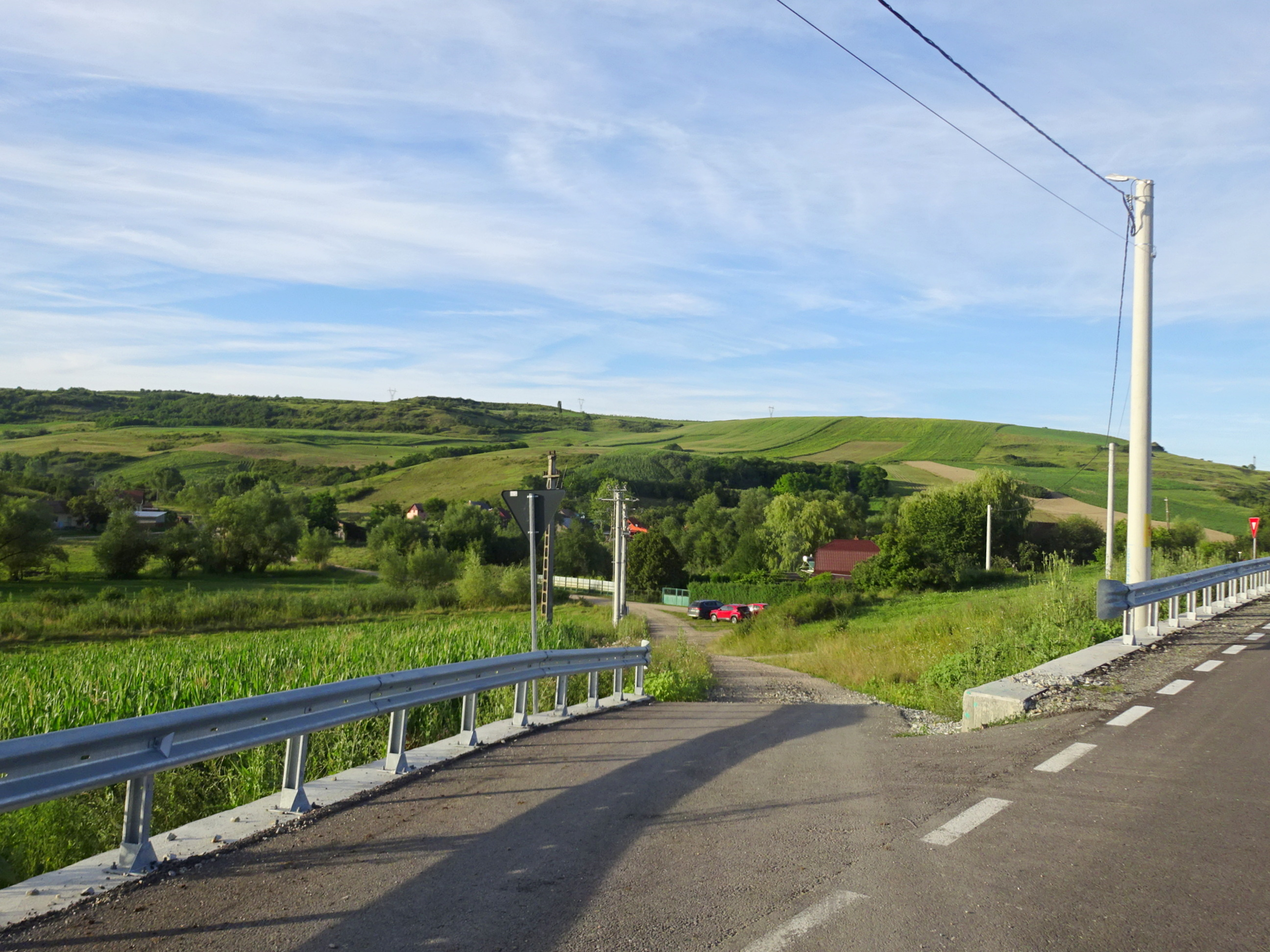
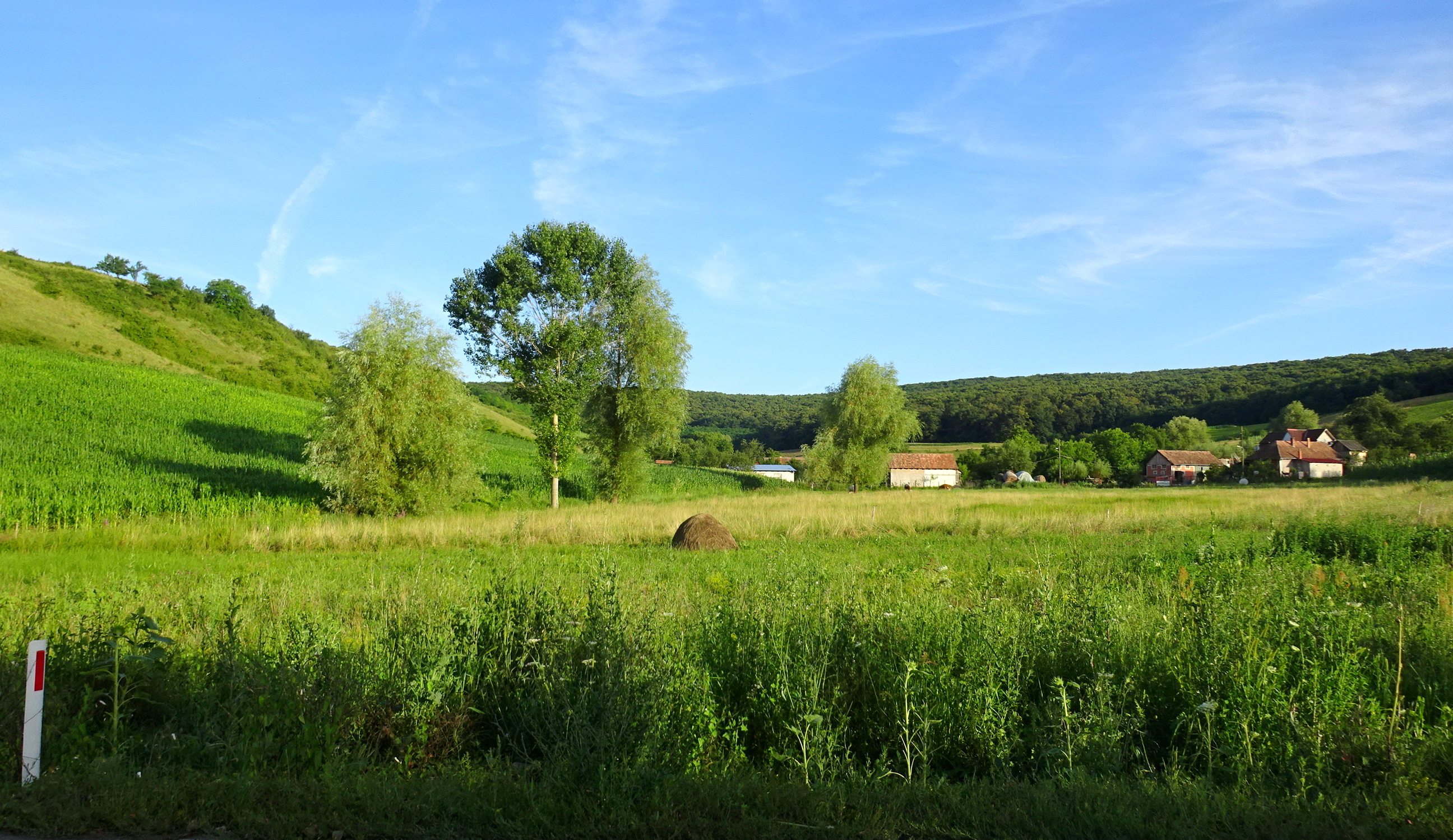
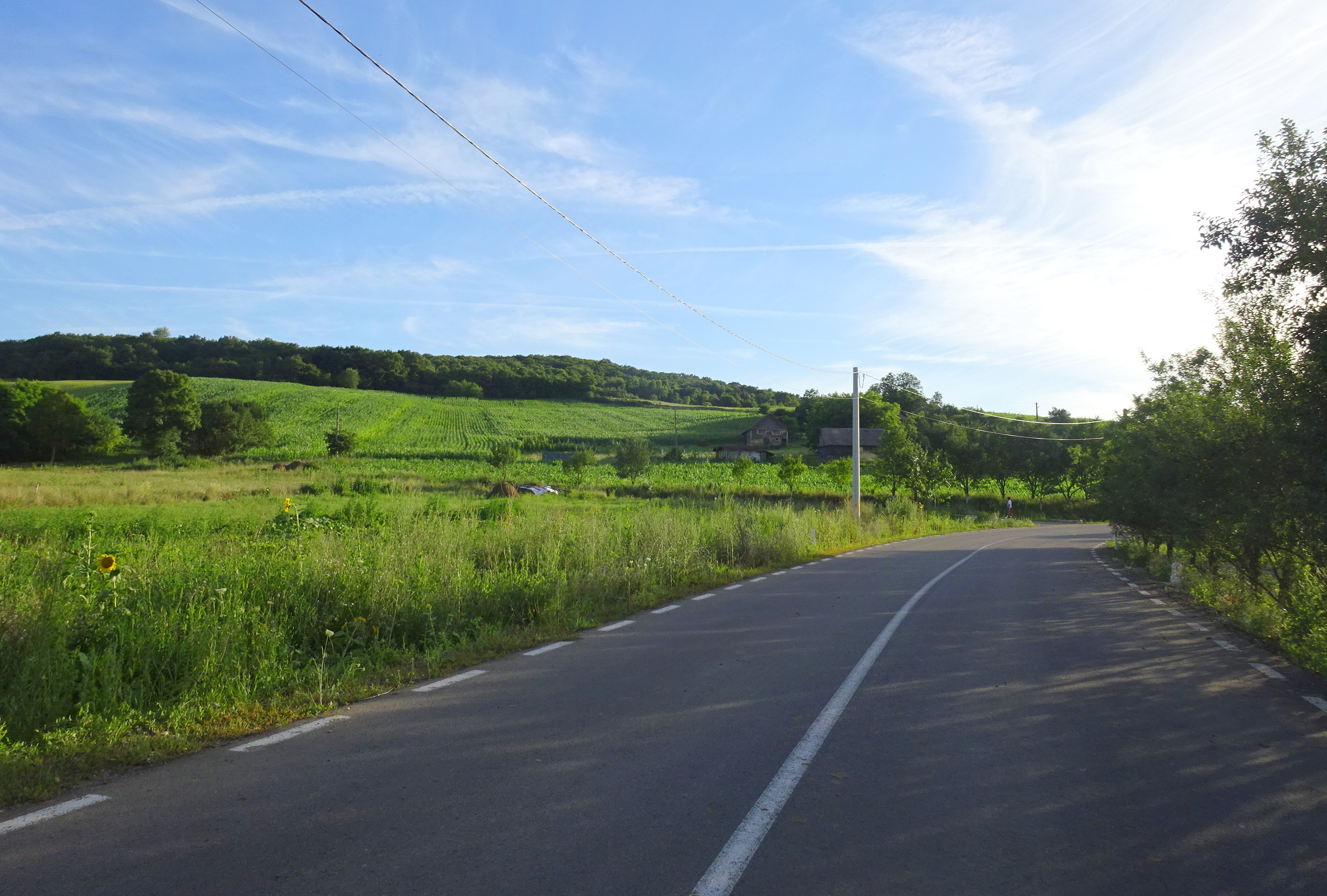
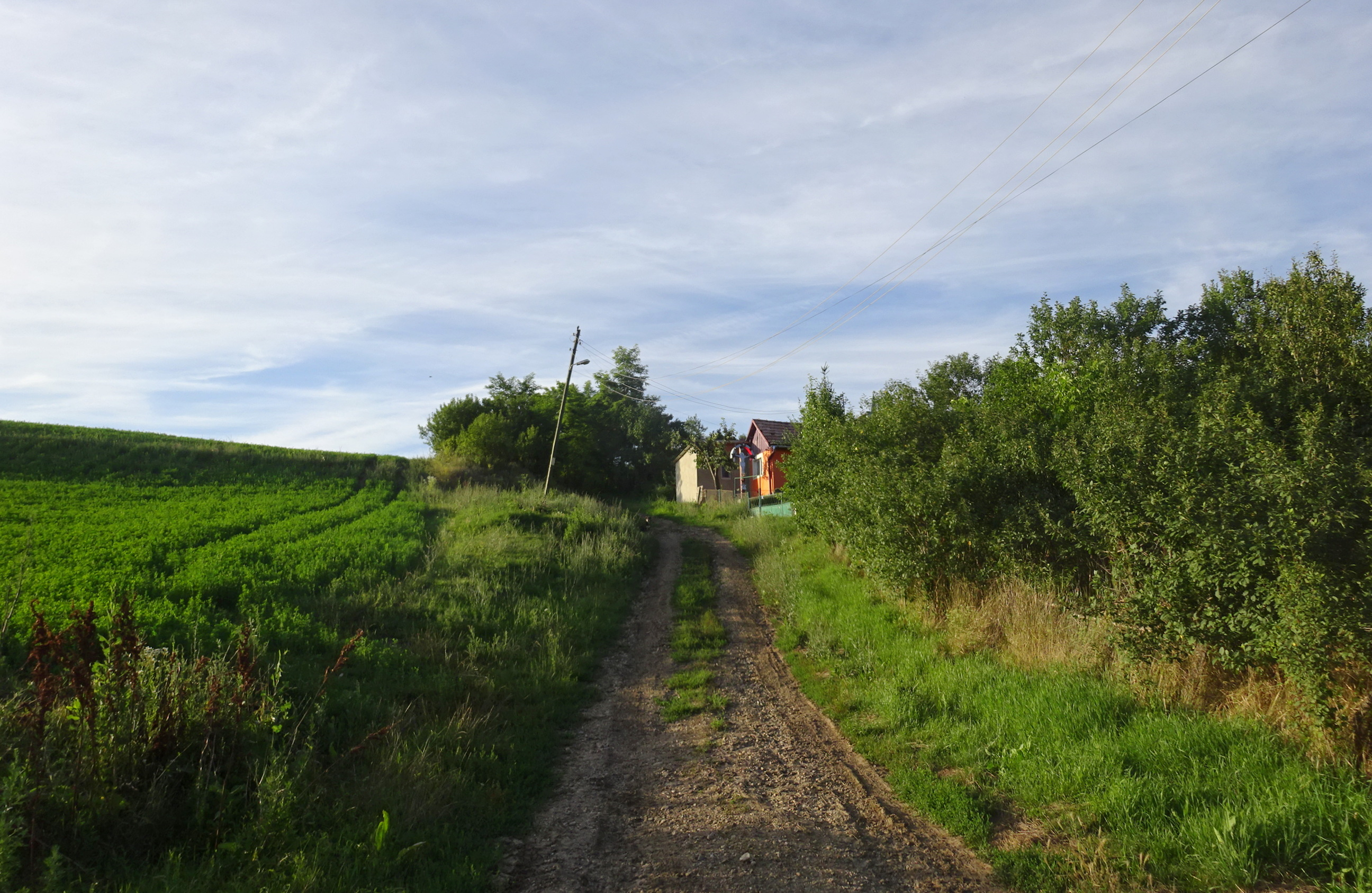
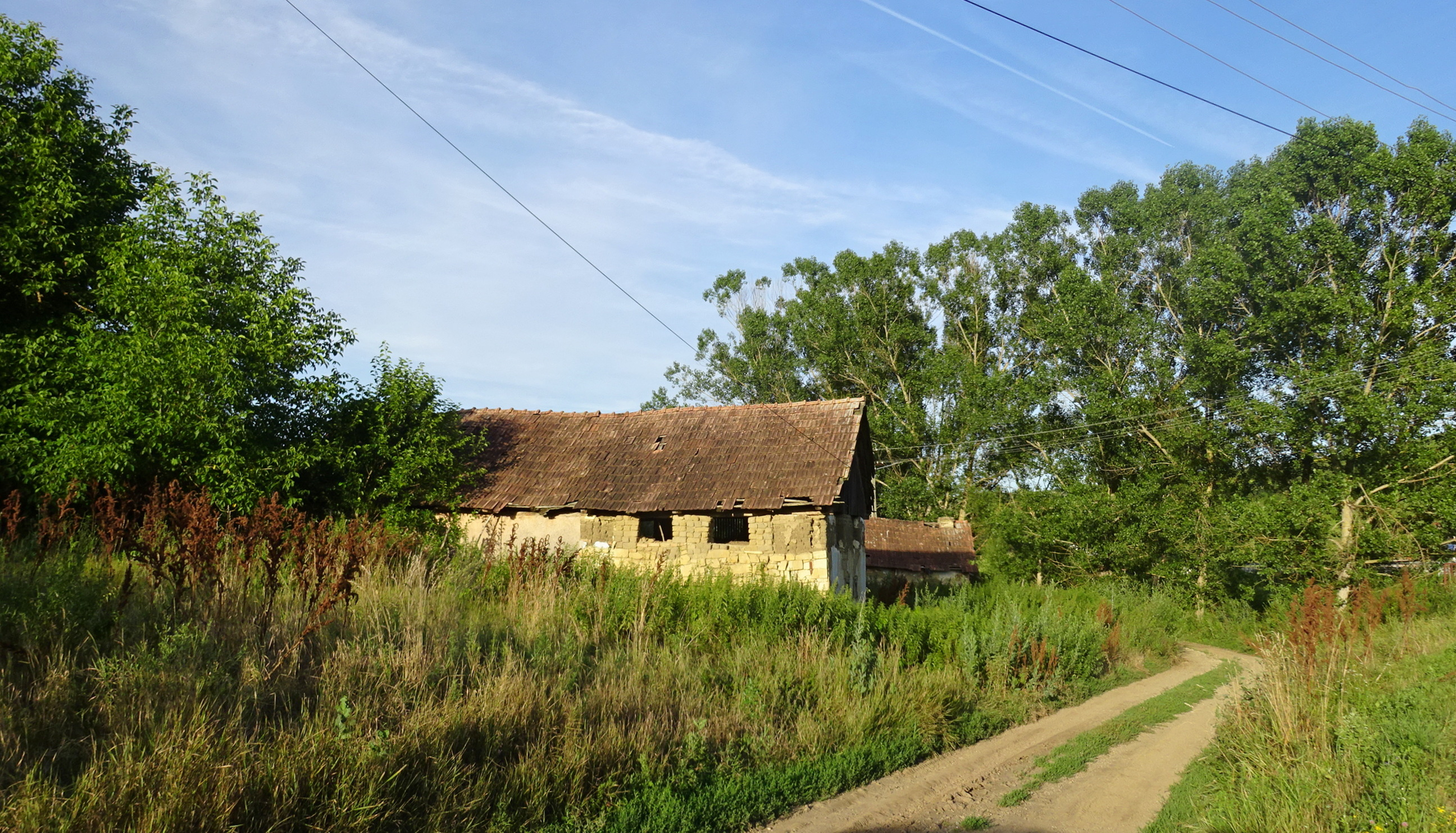
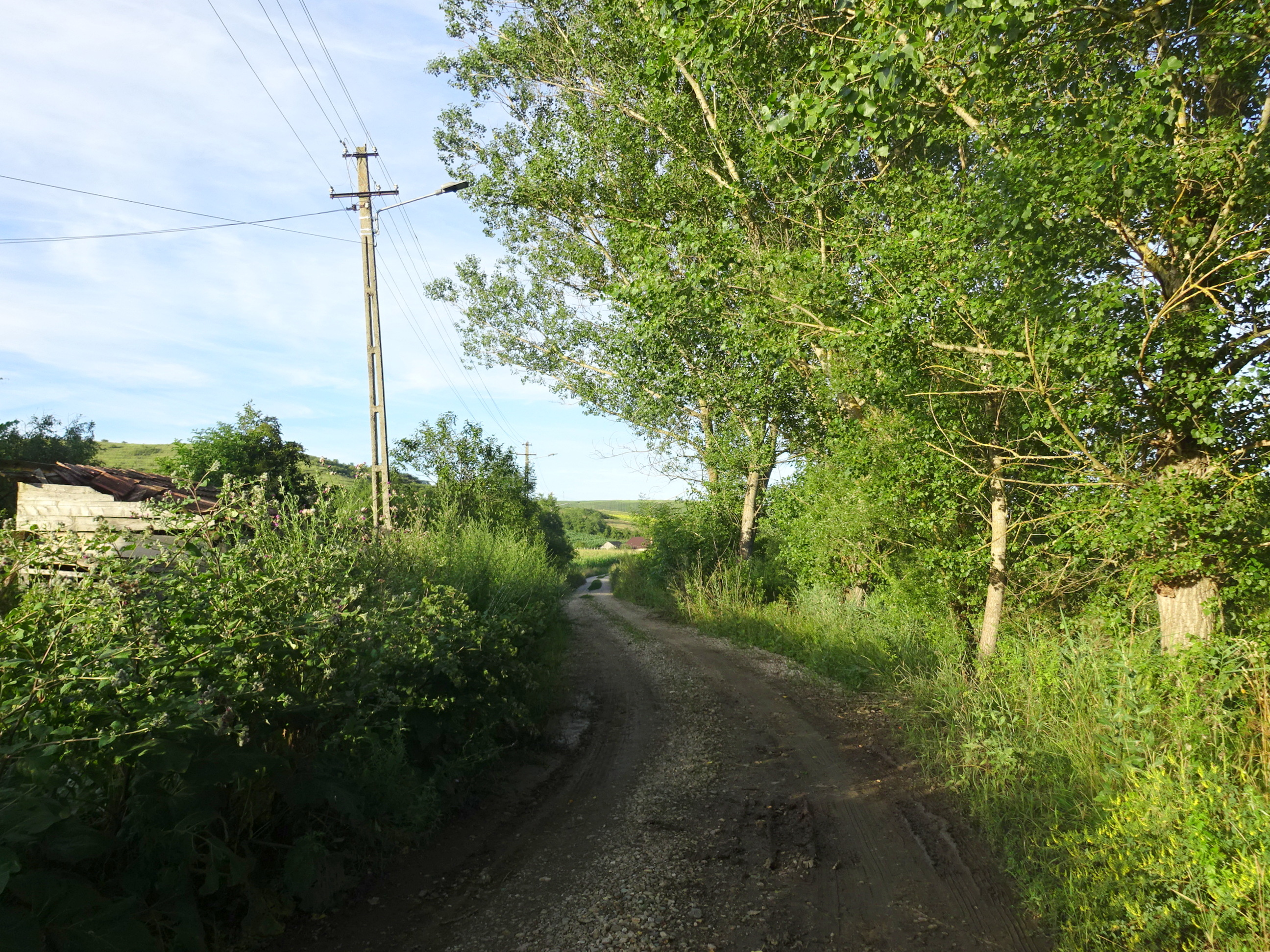
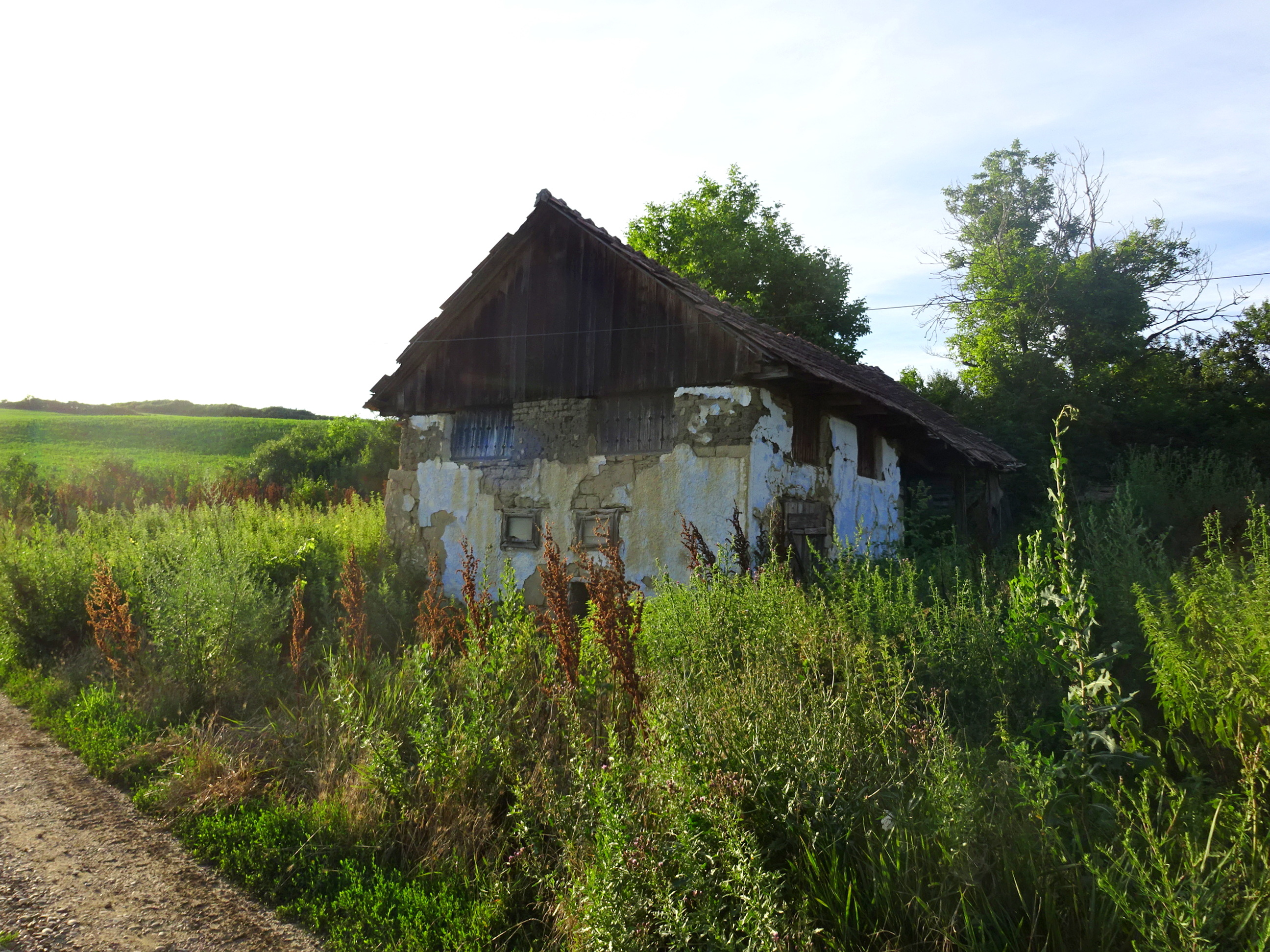